# Јулка Илијћ
Јулка Илијћ (Вршац, 1855 - Нови Сад, 1939) је својим деловањем у новосадској средини представљала сифражетски покрет или „стари феминизам” како се понекад назива. 
Рођена је у познатој и цењеној породици Нанчић. После кратког брака који се завршио самоубиством супруга уписала се на Учитељску школу у Сомбору коју је успешно завршила. Удајом за др Бранка Илијћа државног правобраниоца, адвоката и правног заступника Српских народно-црквених фондова она прелази у Нови Сад. Прикључује се женском делу новосадског политичког круга који је предводила Милица Томић. Та група жена се залагала  за опште право гласа у време када је друштво женама признавало ангажман само у хуманитарним и образовним организацијама. Часопис „Жена” који је одражавао њихове политичке тежње наилазио је на осуду.

### Политички активизам
У време политичких превирања с краја 19. и почетком 20. века Јулка постаје лидерка покрета жена који је био усмерен против Апоњијевог закона - мађаризације школа у Угарској. Српкиње су скупиле 30.000 потписа против тог закона. На народном збору у Великом Бечкереку на којем је известилац био Јаша Томић је Јулка Илијћ говорила поредЂорђа Поповића, др Жарка Продановића, др Мите Мушицког и проте Ђуре Страјића и том приликом предала сакупљене потписе што је тада био преседан.
Колики је значај дат њеном јавном иступању на Великобечкеречком збору говори чињеница да се тај податак налази у тексту њене умрлице.
У Новом Саду 1928. године она учествуја у оснивању Женске странке, прве политичке странке Новосадских жена која делује до забране рада свих политичких странака у Краљевини Југославији 1929. године.
Јулка Илијћ је умрла у Новом Саду а сахрањена је у породичној гробници Нанчића у Вршцу.